# Bosia (okręg Bacău)
Bosia – wieś w Rumunii, w okręgu Bacău, w gminie Vultureni. W 2011 roku liczyła 60 mieszkańców.